# Khalilabad
Khalilabad es una ciudad y municipio situado en el distrito de Sant Kabir Nagar en el estado de Uttar Pradesh (India). Su población es de 47847 habitantes (2011). 

## Demografía
Según el censo de 2011 la población de Khalilabad era de 47847 habitantes, de los cuales 25154 eran hombres y 22693 eran mujeres. Khalilabad tiene una tasa media de alfabetización del 82,06%, superior a la media estatal del 67,68%: la alfabetización masculina es del 88,68%, y la alfabetización femenina del 74,72%.